# Matrona oreades
Matrona oreades – gatunek ważki z rodziny świteziankowatych (Calopterygidae). Występuje w Chinach; stwierdzony w prowincjach Chongqing, Gansu, Henan, Hubei, Shaanxi i Syczuan.
Gatunek ten opisali w 2011 roku Matti Hämäläinen, Xin Yu i Haomiao Zhang na łamach czasopisma „Zootaxa”. Holotyp to samiec odłowiony w lipcu 2005 roku w Bikou w prowincji Gansu, na wysokości 950 m n.p.m. Autorzy zbadali też paratypy (10 samców i 4 samice) oraz 6 innych okazów.